# フランソワ・ヴェルドネ
フランソワ・ヴェルドネ（François Verdenet、1972年11月17日 - ）は、フランスドゥー県ブザンソン郡ブザンソン出身のサッカージャーナリスト。

## 概要
1987年開催のサッカーU-16欧州選手権を含め、フランスU16代表としての出場経験を持つ。なお同世代のチームメイトは、ファビアン・バルテズ、リリアン・テュラム、ロベール・ピレスなど錚々たる面々で、対戦相手にもパベル・ネドヴェドがいた。
怪我によりプロ選手の道は断念するも、地元ブザンソン大学を卒業後、フランスの高等教育機関(グランゼコール)のパリ高等ジャーナリズム学院（Ecole Supérieure de Journalisme de Paris）に進学しジャーナリズムを修める。
地方紙の記者やTV局のスポーツ担当を歴任したのちに1993年から『フランス・フットボール』の記者であり、過去にはバロンドール選定事務局も務めた。2001年よりフランス国内のジャーナリストにおける最高位『グラン・ルポルテール』になり、2002年からフランス代表番付き記者である。
日本のサッカー雑誌ワールドサッカーダイジェストのモノクロコラム「The JOURNALISTIC」のフランス編を担当しており、取り上げるテーマや、文学的表現は読者からの支持も高い。